# Pète
Pète est un quartier du groupement de Bandjoun-Ville de la commune de Pète-Bandjoun, située dans le département de Koung-Khi, région de l'Ouest du Cameroun.

## Géographie
Le quartier est situé au nord du centre de Bandjoun (Hôtel de Ville).

## Population
En 1966, la population du village principal et des quartiers administratif et station est de 2 150 habitants. Selon le recensement de 2005, la population de Pète atteint 6 055 habitants.

## Santé
Le village est le siège de l'Hôptital Ad Lucem.

## Éducation
Il abrite l'école catholique Saint Charles de Bandjoun.

## Cultes
La paroisse catholique de Sainte Thérèse de l'Enfant Jésus de Pète est fondée en 1928, elle fait partie  depuis 1970 du diocèse de Bafoussam et est érigée en chef-lieu de doyenné en 1989.